# دبرا هالووی
دبرا هالووی (انگلیسی: Debra Holloway; ۲۳ ژانویه ۱۹۵۵ – ۲۰۱۱) یک تکواندوکار اهل ایالات متحده آمریکا بود.
وی در مسابقات کشوری و بین‌المللی در مجموع برندهٔ ۱ مدال نقره شده‌است.